# Bořivoj II.

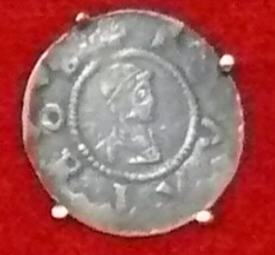
Denarius Herzog Bořivojs II.

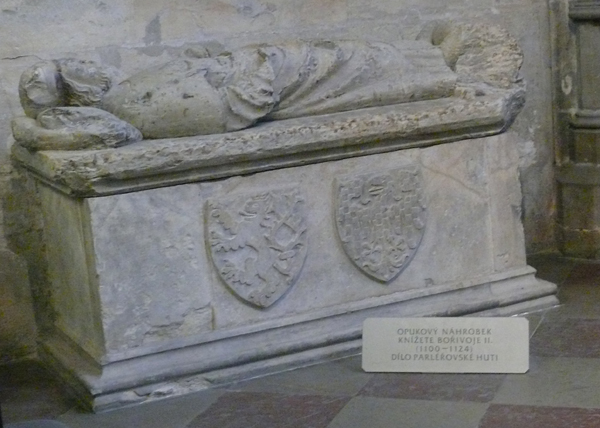
Tumba von Bořivoj im Prager Veitsdom

Bořivoj II. (* um 1064; † 2. Februar 1124 in Ungarn) war ein Herzog von Böhmen.

## Leben
1081 begab sich der Sohn von Vratislav II. und Swatawa von Polen als Führer des bewaffneten Heeres mit König Heinrich IV. nach Italien, wo er zwei Jahre später erfolgreich an der Eroberung Roms teilnahm. Er kehrte 1084 mit einer Handvoll Mitkämpfer zurück. Den Versuch Břetislavs II., Bořivoj als seinen Nachfolger durchzusetzen, verhinderte das Senioratsprinzip. Nach diesem Gesetz sollte Oldřich Thronfolger werden, der Sohn Konrads I.
Bořivoj wandte sich an den Kaiser und bat um Unterstützung. Durch die Aufnahme Böhmens in das kaiserliche Lehen im Jahr 1099 wurde dann 1101 Bořivoj zum Herzog bestimmt. Diese Vorgehensweise hatte Folgen im gesamten 12. Jahrhundert, in dem die Kaiser mehrfach in die Geschicke Böhmens und die Nachfolgeregelung eingriffen. Oldřich kehrte nach Brünn zurück und rüstete sich zum Kampf um den Thron. Auch er wandte sich an den Kaiser, der dann Brünn in sein Lehen aufnahm, die Kämpfe um den Thron jedoch nicht unterstützen wollte.
Oldřich sammelte um sich einige österreichische Söldner und zog nach Malín bei Kuttenberg (Kutná Hora), in der Hoffnung, dass sich ihm böhmische Truppen anschlössen. Dies geschah jedoch nicht und er kehrte 1101 wieder nach Brünn zurück.
1105 kam es zu Auseinandersetzungen um den kaiserlichen Thron. Die deutschen Herzöge wollten mit Hilfe des kaiserlichen Sohnes Heinrich IV. stürzen. Bořivoj und auch Leopold III., Markgraf von Österreich, mit dessen Schwester Bořivoj verheiratet war, standen anfangs auf der Seite des Kaisers, der dann aber abgesetzt wurde und über Böhmen ins Rheinland floh, wo er 1106 in Lüttich starb.
1105 versuchte auch Svatopluk, Herzog von Olmütz, Bořivoj zu stürzen. Er zog nach Prag, hatte jedoch zunächst keinen Erfolg. Durch Bestechung der Stände versuchte er nun, gegen den Herzog zu intrigieren. Zwei Jahre später glückte der Umsturz und Bořivoj musste das Land verlassen. Er wandte sich an den Kaiser, der Svatopluk zu sich rief. Svatopluk übergab die Herrschaft an seinen Bruder Otto den Schwarzen und begab sich zum Kaiser. Dort wurde er gefangen genommen. Bořivoj wollte dann mit Hilfe seines Schwagers Wiprecht von Groitzsch und im Auftrag König Heinrichs 1107 den Thron zurückerobern, wurde aber bereits an der Grenze von Sobeslav's Bruder, Otto den Schwarzen, abgefangen. Bořivoj entkam, aber Svatopluk versprach unterdessen dem König Gehorsam und die Zahlung einer großen Menge Gold, worauf er aus dem Gefängnis entlassen und zum Herzog von Böhmen ernannt wurde. Bořivoj begab sich nach Polen zum Herzog Bolesław III. Schiefmund.
Nach dem Tod Svatopluks 1109 marschierte Bořivoj in Prag ein, wurde dann aber von Otto dem Schwarzen in der Prager Hochburg festgesetzt. Wiprecht III. von Groitzsch, der Sohn von Bořivojs Schwager, eilte ihm zu Hilfe, wurde aber in ein Gefecht vor Prag verwickelt und musste sich schließlich ebenfalls in Prag verschanzen. Die Streitigkeiten um die böhmische Herzogswürde wurde schließlich von König Heinrich V. Anfang 1110 geklärt, indem er Bořivojs jüngeren Bruder Vladislav I. zum Herzog ernannte und Bořivoj und Wiprecht gefangen nahm. Die Anhängerschaft Bořivojs wurde teils entmachtet, teils enteignet oder gar geblendet. Graf Wiprecht musste seinen Sohn aus der Gefangenschaft Heinrichs freikaufen, indem er mehrere seiner Herrschaften abtrat.
1117 wurde Bořivoj auf Geheiß Vladislavs I. unerwartet doch noch zum Herzog bestimmt. Die ersten drei Jahre seiner Herrschaft waren gekennzeichnet von Naturkatastrophen (Überschwemmungen, Stürme). Hinzu kamen Schwierigkeiten bei kriegerischen Auseinandersetzungen mit den Ungarn, die er bereits seit 1116 führte. 1120 wurde er dann entthront.
Bořivoj heiratete am 18. Oktober 1100 Gerberga von Babenberg, Tochter des Markgrafen Leopold II. von Österreich und zeugte mit ihr die Kinder Jaromír, Spytihněv, Lupold, Albrecht und Richeza.
Er hat zahlreiche Kinder gezeugt. Keiner seiner Söhne wurde jedoch Herzog, im Gegenteil – meist nahmen sie untergeordnete Aufgaben an. Dieser Ast der Přemysliden starb auch bald aus. Die sterblichen Überreste Bořivojs wurden 1124 im St. Veitsdom begraben.